# 黑心钱
《黑心钱》（英語：Dark Money）是由锻造娱乐（The Forge Entertainment）联合英国广播公司制作的剧情迷你电视剧，于2019年7月9日至7月16日在英国广播公司第一台首播。